# Братья Люмьер

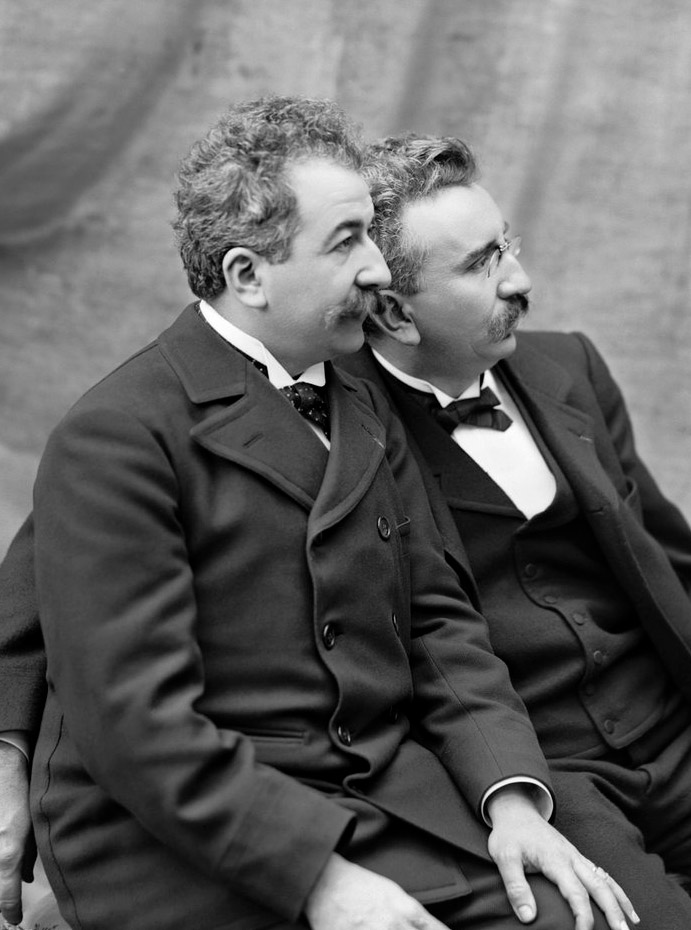
Братья Люмьер (Огюст слева, Луи справа)

Бра́тья Люмье́р, родоначальники кино:
- Люмьер, Луи Жан (1864—1948) — младший брат (изобретатель аппарата «Синематограф»);
- Люмьер, Огюст Луи Мари Николя (1862—1954) — старший брат (организатор).

## Создание кинематографа
С 1883 года Луи и Огюст Люмьеры вместе со своим отцом Антуаном наладили в Лионе производство желатиновых фотопластинок с использованием бромида серебра на основе технологии, разработанной Луи. В первый год их фабрика произвела 216 тысяч фотопластинок, а к 1890 году на ней уже трудились 200 рабочих, выпускавших ежегодно 4 миллиона пластинок. С 1892 года компания Люмьеров также выпускала бромидную бумагу, и её капитал в это время составлял 3 миллиона франков.
Изобретателем техники, названной «синематографом» (фр. Cinématographe, от др.-греч. κίνημα — движение и γράφειν — писать), был младший брат, Луи, официально бывший на тот момент владельцем семейной фабрики. Его проект частично финансировал старший брат Огюст, а после создания съёмочного аппарата оба брата активно участвовали в создании первых фильмов. Вместе с Люмьерами над новой техникой работал инженер Жюль Карпантье, сконструировавший первый проекционный аппарат для демонстрации их лент.
Патентная заявка на изобретение синематографа была подана 13 февраля 1895 года, почти через два года после того, как в США был запатентован кинетоскоп Эдисона, рассчитанный, однако, на индивидуальный просмотр. Хотя Люмьеры, как указывает энциклопедия «Кругосвет», были знакомы с изобретением Эдисона и, вероятно, использовали некоторые его идеи, тот факт, что их синематограф был предназначен для массового просмотра, позволяет именно их считать создателями современного кино.
Первый публичный сеанс был проведён в Париже 22 марта 1895 года, однако днём рождения кино официально считается 28 декабря того же года, когда в Grand Café на бульваре Капуцинок прошёл первый коммерческий показ фильмов Люмьеров. Широкое освещение в прессе привело к тому, что уже в 1895 году Люмьерам начали поступать предложения о проведении сеансов в других городах и странах. Чтобы справиться с растущим объёмом заявок, они прибегли к системе концессий, при которой заказчики брали напрокат проекционные аппараты, а представители компании Люмьеров их монтировали на местах и проводили сеансы, с передачей 60 % от сборов авторам «Синематографа». В первой половине 1896 года демонстрации новой технологии прошли в Лондоне, Риме, Кёльне, Женеве, Мадриде, Санкт-Петербурге и Нью-Йорке, в сентябре — в Мельбурне, а в январе 1897 года — в Японии.
Уже первые 50-секундные ленты Люмьеров заложили основу жанрового разнообразия кинематографа, включая как документальное кино («Выход рабочих с фабрики Люмьер», «Прибытие поезда на вокзал Ла-Сьота» и первую кинохронику «Прибытие делегатов на фотоконгресс в Лионе» с конференции Французского фотографического общества), так и игровое кино (среди образцов которого у публики особым успехом пользовалась комедия «Политый поливальщик»). Люмьерами был опробован ряд приёмов, впоследствии взятых на вооружение другими кинематографистами — в частности, тревеллинг, или съёмка с движущейся платформы: в роли платформы в их случае была использована гондола, на которой они проплывали по венецианскому каналу.

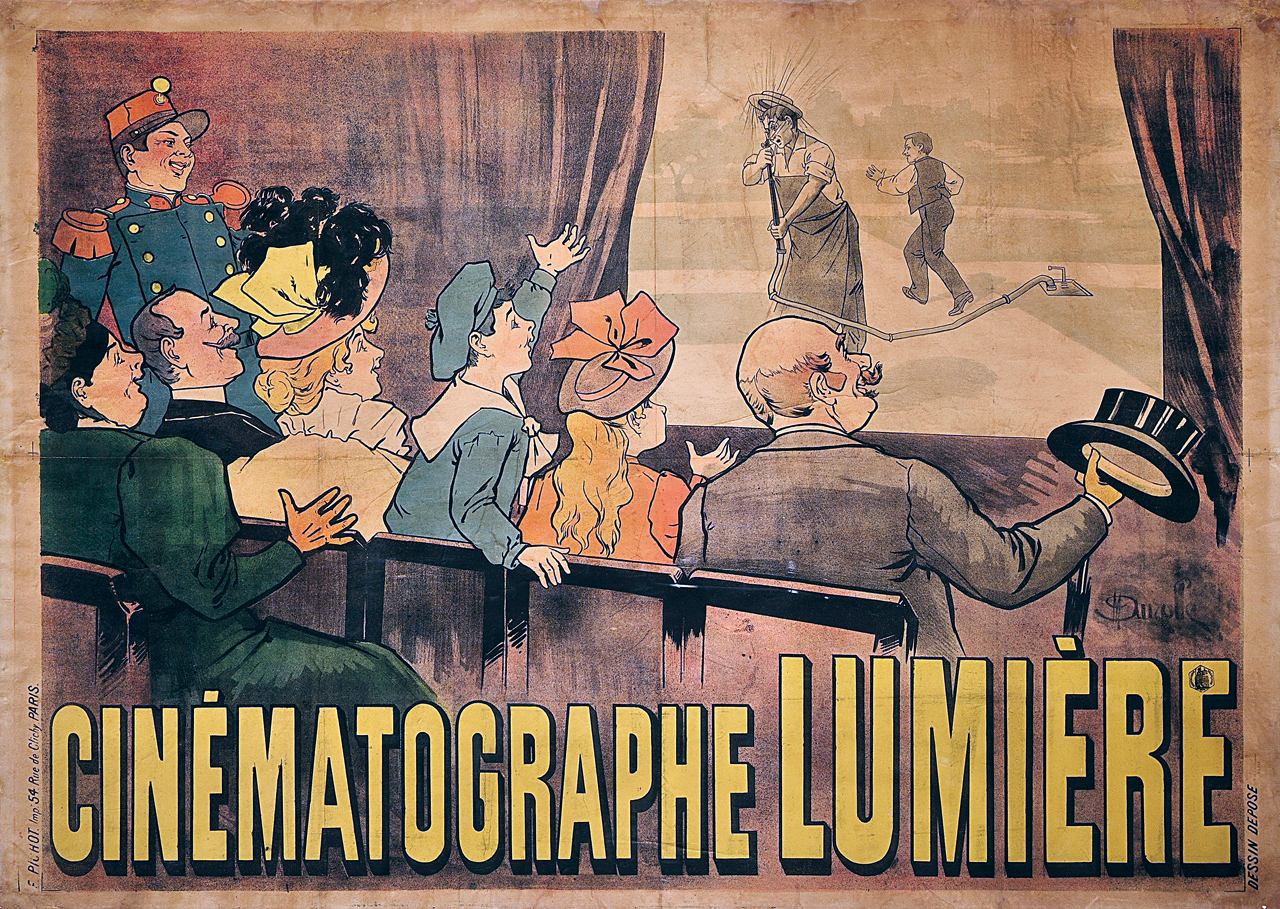
Первый кинопостер в истории кинематографии (1895 г.)

Съёмками кино братья активно занимались до 1898 года, когда после окончания работы над фильмом «Страсти Иисусовы» Луи Люмьер отказался от дальнейшей кинокарьеры, сосредоточившись на улучшении технологии цветной фотографии. Уход из киноиндустрии был связан также с растущей конкуренцией. Если в первые годы эксплуатации аппарата Люмьеров они получали множество заказов на него и уже к июлю 1896 года заработали на концессиях около миллиона франков, а в 1897 году их «Синематографом» различные авторы сняли более 500 картин, то в дальнейшем отсутствие усовершенствований в первоначальной конструкции заставило публику переключиться на другие модели. Публичные сеансы с использованием «Синематографа» продолжались до 1902 года, а в каталогах фабрики Люмьеров он фигурировал до 1907 года. В дальнейшем Люмьеры продолжали производить 35-мм целлулоидную киноплёнку, использовавшуюся и в более новых киноаппаратах (с начала 1900-х до начала 1940-х годов через дочернюю фирму Société des pellicules françaises), однако выпуск камер прекратили. В общей сложности доходы от сеансов и продажи съёмочных камер составляли всего 15% от доходов компании даже в годы бума — с 1896-го до 1900-го.
В общей сложности с 1895 по 1898 год братьями Люмьер были отсняты около 1800 лент, переданных Луи в 1946 году Французской синематеке.
Также первый в мире кинопостер связан с братьями Люмьер. Это был постер, который анонсировал первый кинопоказ 28 декабря 1895 года. На нём изображены люди, толпящиеся в ожидании первого публичного киносеанса в Гранд Кафе на Бульваре Капуцинок. Данный кинопостер был выставлен на аукцион 28 августа 2018 года и продан за 160 000 фунтов, что стало своеобразным рекордом для плакатов, когда-либо выставлявшихся на аукцион аукционным домом «Сотбис».

Вторым известным кинопостером является плакат, рекламирующий фильм «Политый поливальщик» 1895 года. Данный фильм считается первым полноценным «коротким метром», заработавшим свой постер. 
Звёзды братьев Люмьер в Голливуде
В 1909 году братья Люмьер были награждены медалью Эллиота Крессона.
В честь братьев Люмьер назван астероид (775) Люмьер, открытый в 1914 году. В 1960 году в честь братьев была открыта звезда на «Аллее славы» Голливуда. Памятники братьям Люмьер установлены в Лионе рядом с их бывшим семейным домом (завершён в 1962 году), в Ла-Сьоте, где снимались их первые ленты, в 1958 году,  и в Екатеринбурге в 2012 году. В 2017 году в городе Экибастуз (Казахстан) единственный кинотеатр назвали в их честь.
Памятники братьям Люмьер

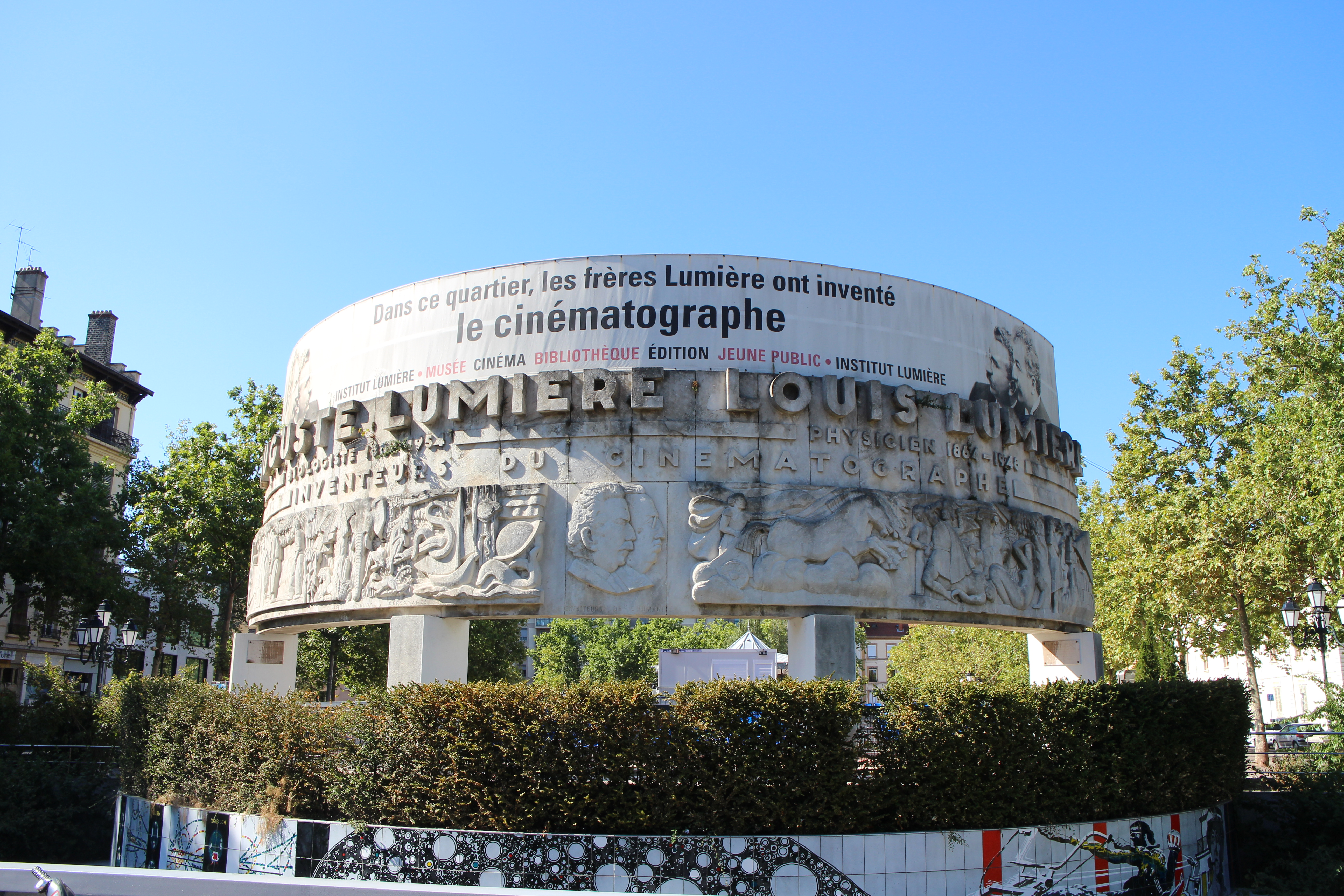
Лион, 1958—1962
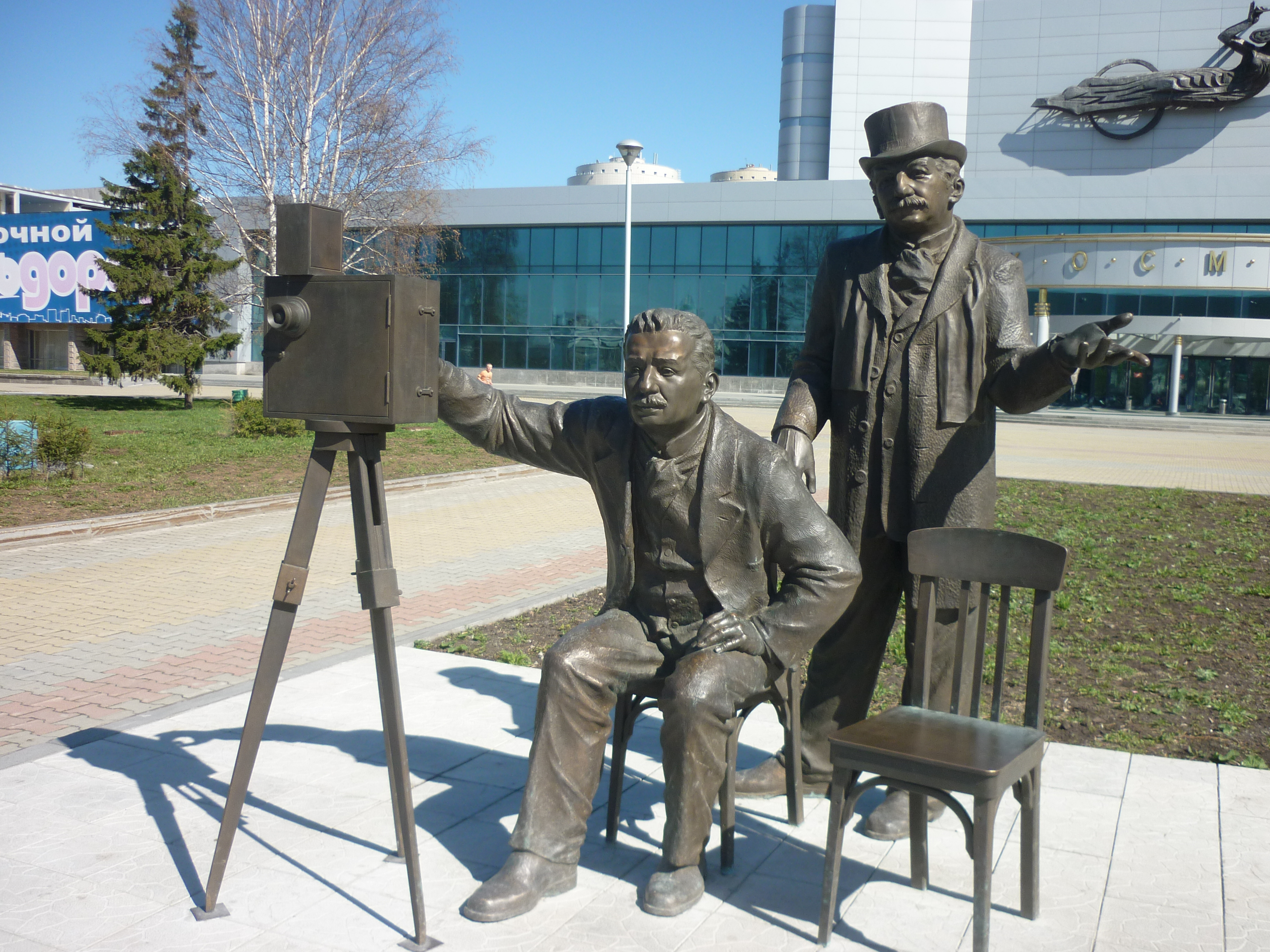
Екатеринбург, 2012

В 1995 году Банк Франции вынужден был остановить выпуск новой 200-франковой купюры с портретами братьев Люмьер. Это решение было вызвано скандалом, связанным с открывшимися подробностями сотрудничества братьев в годы Второй мировой войны с коллаборационистским режимом Виши. Старший брат, Огюст, был назначен маршалом Петеном в городской совет Лиона, а младший, Луи, стал членом Национального совета и одним из патронов фашистского Легиона французских добровольцев против большевизма (ЛВФ). Хотя уже были отпечатаны 17 миллионов банкнот, тираж был уничтожен.